# Браун, Джун
Джун Мюриел Браун (англ. June Muriel Brown, 16 февраля 1927, Нидхэм-Маркет, Суффолк, Великобритания — 3 апреля 2022, Суррей, Великобритания) — британская актриса.

## Биография
Браун родилась в многодетной семье 16 февраля 1927 года в Нидхэм-Маркет, графство Саффолк, Англия Школьный аттестат она получила в средней школе Ипсуича, а с началом Второй Мировой войны была эвакуирована в Уэльс. В последние годы войны Браун служила в женской вспомогательной службе ВМС, а затем изучала актёрской мастерство в одной из театральных школ Лондона.
Её актёрская карьера тесно связана с телевидением, где у неё были роли в сериалах «Улица Коронации», «Доктор Кто», «Чисто английское убийство», «Тёмное королевство» и «Кружева». Наибольшую популярность актрисе принесла роль в мыльной опере ««Жители Ист-Энда»». Браун приняла участие в 2 884 сериях проекта, а исполненный ею образ Дот Коттон, известной своими религиозными взглядами и пристрастием к курению, стал одним из символов британской поп-культуры.
На киноэкранах Браун исполнила роли в фильмах «Воскресенье, проклятое воскресенье» (1971), «Соломенные псы» (1971), «Убийство по приказу» (1979), «Короли мамбо» (1992) и «Мистер Бин» (1997).
В 1950 году Браун вышла замуж за актёра Джона Гарли, который в 1957 году покончил с собой. Спустя год она вышла замуж за актёра Роберта Арнольда, от которого родила шестерых детей, один из которых умер в младенчестве Супруги были вместе 45 лет до смерти Арнольда в 2003 году.
В 2008 году Браун было присвоено звание Кавалера Ордена Британской империи, а в канун нового 2022 года повышена до Офицера Ордена Актриса умерла 3 апреля 2022 года в возрасте 95 лет. По словам родственников, она скончалась дома, в окружении близких людей.